# Нововоронежский (Оренбургская область)
Нововоронежский — посёлок в Гайском городском округе Оренбургской области.

## География
Находится на расстоянии примерно 18 километров по прямой на запад-юго-запад от окружного центра города Гай.

## Климат
Климат резко выраженный континентальный. Основные черты климата: холодная суровая зима, жаркое сухое лето, неустойчивость и недостаточность атмосферных осадков. Абсолютный минимум температуры — минус 44 градуса по Цельсию. Лето жаркое, максимальная температура воздуха достигает плюс 40 градусов по Цельсию. Одна из особенностей климата- наличие большого числа дней в году с ветрами (до 275 суток) и наличие суховеев (преимущественно юго-западные ветры). Среднегодовое количество осадков составляет 220—300 мм. Снежный покров устанавливается в середине ноября и исчезает в конце апреля. Глубина промерзания грунт — 2-2,5м.

## История
В 1928 года Халиловская геологическая партия Волжского геологического треста стала размещать производственные сооружения в 3 км восточнее от поселка Халилово. Там стояли палатки, затем появились помещения барачного типа. До 1934—1935 годов это поселение называли соцгородок им. М. М. Хатаевича. К 1936 году трест из Халилово был перебазирован в Орск и влился в «Орскхалилстрой». В соцгородке остались спецпереселенцы, работавшие в подсобном хозяйстве рабочего кооператива (колхоз им. Чкалова), часть геологической партии, райпромкомбинат. В это же время здесь организуется Халиловская машинно-тракторная станция, которая начала обслуживать большую часть колхозов района. В 1958 году МТС была реорганизована в ремонтно-техническую станцию, а в 1961 она была ликвидирована. Осенью 1976 года сюда из Халилово было переведено управление совхоза «Воронежский». В марте 1984 года бывшему соцгородку официально дали название — поселок Нововоронежский. До 2016 года входил в состав Халиловского сельсовета Гайского района, после реорганизации обоих муниципальных образований входит в состав Гайского городского округа.

## Население
Постоянное население в 2002 году составляло 453 человек (башкиры 51 %), в 2010 году — 356.